# USS Jenkins (DD-447)
USS Jenkins (DD-447/DDE-447) là một tàu khu trục lớp Fletcher được Hải quân Hoa Kỳ chế tạo trong Chiến tranh Thế giới thứ hai. Nó là chiếc tàu chiến thứ hai của Hải quân Mỹ được đặt theo tên Chuẩn đô đốc Thornton A. Jenkins (1811-1893), người từng tham gia các cuộc Chiến tranh Mexico-Hoa Kỳ và cuộc Nội chiến Hoa Kỳ. Tham gia Thế Chiến II từ năm 1942, con tàu còn tham gia các cuộc Chiến tranh Triều Tiên và Chiến tranh Việt Nam trước khi ngừng hoạt động năm 1969 và bị bán để tháo dỡ năm 1971. Jenkins được tặng thưởng mười bốn Ngôi sao Chiến trận và hai Đơn vị Tuyên dương Tổng thống do thành tích chiến đấu trong Thế Chiến II; và thêm một Ngôi sao Chiến trận nữa khi phục vụ trong Chiến tranh Triều Tiên.

## Thiết kế và chế tạo
Jenkins được đặt lườn tại xưởng tàu của hãng Federal Shipbuilding and Dry Dock Company ở Kearny, New Jersey vào ngày 27 tháng 11 năm 1941. Nó được hạ thủy vào ngày 21 tháng 6 năm 1942; được đỡ đầu bởi bà Marion Parker Embry; và nhập biên chế vào ngày 31 tháng 7 năm 1942 dưới quyền chỉ huy của Hạm trưởng, Thiếu tá Hải quân H. F. Miller.

## Lịch sử hoạt động

### Chiến tranh Thế giới thứ hai

#### 1942
Sau một giai đoạn huấn luyện vào mùa Hè năm 1942, Jenkins khởi hành từ Casco Bay, Maine vào ngày 24 tháng 10 để hộ tống một đoàn tàu vận tải tham gia Chiến dịch Bắc Phi. Nó bảo vệ cho các tàu chiến hạng nặng qua việc bắn phá bờ biển khi lực lượng tấn công đi đến ngoài khơi Casablanca vào ngày 8 tháng 11. Sau trận Hải chiến Casablanca, chiếc tàu khu trục quay trở về New York vào ngày 19 tháng 11 để chuẩn bị được chuyển sang Mặt trận Thái Bình Dương.

#### 1943
Đi đến Nouméa, New Caledonia vào ngày 4 tháng 1 năm 1943, Jenkins lập tức tham gia các hoạt động tuần tra và hộ tống dọc theo quần đảo Solomon và vùng biển Coral. Chiến dịch đổ bộ đầu tiên của nó tại Thái Bình Dương bắt đầu vào ngày 29 tháng 6, khi nó tham gia các đơn vị khác để hỗ trợ cuộc chiếm đóng đảo New Georgia. Con tàu đã bắn rơi nhiều máy bay đối phương khi phía Nhật Bản phản công bằng những lực lượng không quân đáng kể.
Được phân về Đội đặc nhiệm 36.1 dưới quyền Chuẩn đô đốc Walden L. Ainsworth, Jenkins khởi hành từ Tulagi vào ngày 5 tháng 7, đi dọc lên "Cái Khe" (tên lóng của eo biển New Georgia) để đánh chặn một lực lượng tàu khu trục và tàu vận tải Nhật Bản chuyên chở lực lượng tăng viện cho Kolombangara. Radar đã phát hiện được đối phương, và trong Trận chiến vịnh Kula vào ngày 6 tháng 7, hải pháo của phía Đồng Minh đã đánh chìm một tàu khu trục và làm một chiếc khác mắc cạn; đổi lại ngư lôi Nhật Bản đã đánh chìm tàu tuần dương hạng nhẹ USS Helena. Sau trận này, Jenkins được cho tách ra vào ngày 18 tháng 7 để đi đến vị trí 100 dặm (160 km) về phía Nam quần đảo Santa Cruz, để trợ giúp cho chiếc tàu tiếp liệu thủy phi cơ Chincoteague bị hư hại. Cho dù bị máy bay ném bom đối phương tấn công nhiều lần, nó đã hộ tống thành công Chincoteague quay trở lại Espiritu Santo.
Trong bốn tháng tiếp theo, Jenkins tham gia các nhiệm vụ hộ tống, thực tập huấn luyện và chuẩn bị cho chiến dịch quần đảo Gilbert. Nó gia nhập thành phần hộ tống cho Đội tàu sân bay phía Bắc dưới quyền Chuẩn đô đốc Arthur W. Radford, làm nhiệm vụ ném bom xuống các đảo Makin và Tarawa trong khi đổ bộ vào ngày 15 tháng 11. Sau đó nó di chuyển cùng lực lượng tàu sân bay để tấn công Kwajalein và Wotje thuộc quần đảo Marshall vào ngày 4 tháng 12. Trong các cuộc không kích này, tàu sân bay USS Lexington trúng một quả ngư lôi, và chiếc tàu khu trục đã làm nhiệm vụ hộ tống con tàu hư hại quay trở về Trân Châu Cảng, đến nơi vào ngày 9 tháng 12.

#### 1944
Jenkins rời quần đảo Hawaii vào ngày 25 tháng 1 năm 1944 cùng một đội tàu chở dầu để tiếp nhiên liệu cho các tàu sân bay và tàu bè tham gia chiến dịch quần đảo Marshall. Nó hoạt động cùng đội tiếp nhiên liệu này trong suốt tháng 2, rồi tiến hành bắn phá bờ biển tại Bougainville trong tháng 3, sau đó nó rời cảng Seeadler vào ngày 20 tháng 4 để gặp gỡ Lực lượng Đặc nhiệm 77 cho các chiến dịch đổ bộ lên Hollandia và Aitape. Cuộc đổ bộ diễn ra thành công vào ngày 22 tháng 4, cho phép phía Đồng Minh có thêm một căn cứ để tiếp tục tấn công các hòn đảo còn do phía Nhật Bản chiếm đóng. Sau các chuyến hộ tống và tuần tra chống tàu ngầm, nó tiến hành các cuộc càn quét vào đầu tháng 6 để ngăn chặn những nỗ lực tăng viện của đối phương đến Biak. Chiếc tàu khu trục sau đó bảo vệ và bắn phá bờ biển hỗ trợ cho các cuộc chiếm đóng Noemfoor, Sansapor và Morotai, cũng như tuần tra và hộ tống các tàu vận tải tăng viện cho các chiến dịch này suốt mùa Hè.
Jenkins một lần nữa khởi hành từ Manus thuộc quần đảo Admiralty vào ngày 12 tháng 10 để hướng đến Leyte, nơi dự tính diễn ra cuộc đổ bộ vào ngày 20 tháng 10. Sau khi đến nơi, nó được phân công cột mốc radar canh phòng và làm nhiệm vụ dẫn hướng chiến đấu cho máy bay tuần tra. Trong khi hạm đội tham gia vào trận Hải chiến vịnh Leyte và các hoạt động tiếp theo, chiếc tàu khu trục tiếp tục phục vụ canh phòng cho đến ngày 27 tháng 11.

#### 1945
Vào ngày 28 tháng 12 năm 1944, Jenkins khởi hành từ Aitape để hỗ trợ gần cho Lực lượng tấn công Luzon. Chịu đựng những hư hại do hỏa lực phòng thủ duyên hải đối phương, nó rút lui về Leyte vào ngày 12 tháng 1 năm 1945, rồi lại ra khơi mười ngày sau đó để hỗ trợ cho các hoạt động tìm-diệt tại khu vực vịnh Lingayen. Nó tiếp tục tuần tra chống tàu ngầm, rồi bảo vệ cho các hoạt động quét mìn và bắn phá bờ biển tại Corregidor vào ngày 13 tháng 2. Chiếc tàu khu trục tiếp tục hỗ trợ các cuộc đổ bộ tại khu vực này, bắn pháo hỗ trợ và hoạt động chống tàu ngầm cho đến cuối tháng 4.
Jenkins rời vịnh Subic vào ngày 24 tháng 4 để hỗ trợ cho các hoạt động quét mìn và đổ bộ trong vùng biển Celebes ngoài khơi Borneo. Nó trúng phải một quả thủy lôi ngoài khơi đảo Tarakan vào ngày 30 tháng 4, buộc phải quay trở về vịnh Subic để sửa chữa. Đến ngày 18 tháng 6, nó lên đường quay trở về Hoa Kỳ để hoàn tất việc sửa chữa, đi đến San Pedro, California vào ngày 8 tháng 7. Nó tiếp tục ở lại vùng bờ Tây cho đến khi chiến tranh kết thúc, và được cho xuất biên chế tại San Diego, California vào ngày 1 tháng 5 năm 1946.

### Chiến tranh Lạnh và Chiến tranh Triều Tiên
Sự kiện Chiến tranh Triều Tiên nổ ra khiến cần phải tăng cường sức mạnh của Hải quân Hoa Kỳ để duy trì các cam kết an ninh khắp thế giới. Vì vậy Jenkins được cho tái biên chế như một tàu khu trục hộ tống với ký hiệu lườn DDE-447 vào ngày 2 tháng 11 năm 1951, dưới quyền chỉ huy của Trung tá Hải quân C. F. McGivern. Nó rời San Diego vào ngày 25 tháng 2 năm 1952 cho một đợt huấn luyện tại Trân Châu Cảng, và sau khi hoàn tất nó đi đến Nhật Bản vào ngày 12 tháng 6. Trong mùa Hè năm đó, nó hoạt động cùng Lực lượng Đặc nhiệm 77 để hỗ trợ trên không cho lực lượng trên bộ tại Triều Tiên. Nó cũng tham gia nhiệm vụ tuần tra ngoài khơi bán đảo Triều Tiên và Đài Loan trước khi quay trở về cảng nhà tại Trân Châu Cảng vào ngày 5 tháng 12.
Jenkins hoạt động từ Trân Châu Cảng cho đến ngày 10 tháng 11 năm 1953, khi nó lên đường cho một lượt phục vụ khác tại Viễn Đông. Chuyến đi này được đánh dấu bởi những chuyến tuần tra tại Triều Tiên và Đài Loan trước khi quay trở về Trân Châu Cảng vào ngày 15 tháng 6. Từ năm 1954 đến năm 1963, chiếc tàu khu trục thực hiện những chuyến đi hàng năm sang Viễn Đông cho các hoạt động gìn giữ hòa bình cùng Đệ Thất hạm đội. Trong lượt hoạt động cùng Đệ Thất hạm đội vào năm 1958, hạm đội được đặt trong tình trạng báo động khi quân đội Trung Cộng bắn pháo quấy phá xuống các đảo Kim Môn và Mã Tổ do Trung Hoa dân quốc kiểm soát.
Sang những năm 1960, các đợt bố trí của Đệ Thất hạm đội tại Viễn Đông ngày càng quan trọng do những cuộc nổi dậy do Cộng sản hậu thuẫn tại Lào và Việt Nam. Phần lớn thời gian hoạt động của Jenkins trong các năm 1964 và 1965 là tại ngoài khơi Trân Châu Cảng.

### Chiến tranh Việt Nam
Jenkins lên đường vào ngày 9 tháng 2 năm 1966 để đi sang Viễn Đông, và đến ngày 21 tháng 2 được phân công nhiệm vụ bắn phá các vị trí tập trung quân đối phương để hỗ trợ cho lực lượng Thủy quân Lục chiến Hoa Kỳ chiến đấu tại Việt Nam. Nó đảm trách nhiệm vụ này lên tục, trừ những đợt tiếp liệu tại Philippines và Nhật Bản, cho đến khi quay trở về Trân Châu Cảng vào ngày 22 tháng 7. Con tàu hoạt động tại vùng biển Hawaii cho đến khi đi vào Xưởng hải quân Trân Châu Cảng vào ngày 11 tháng 9 để đại tu, vốn hoàn tất vào đầu năm 1967. Jenkins chuẩn bị để lại được bố trí sang khu vực chiến sự.
Jenkins được cho xuất biên chế vào tháng 2 năm 1969; tên nó được cho rút khỏi danh sách Đăng bạ Hải quân vào ngày 2 tháng 7 năm 1969, và lườn tàu bị bán để tháo dỡ vào ngày 17 tháng 2 năm 1971.

## Phần thưởng
Jenkins được tặng thưởng mười bốn Ngôi sao Chiến trận do thành tích chiến đấu trong Thế Chiến II; và thêm một Ngôi sao Chiến trận nữa khi phục vụ trong Chiến tranh Triều Tiên.